# Savski Venac
Savski Venac (serbisch-kyrillisch Савски венац) ist einer der 17 Bezirke der serbischen Hauptstadt Belgrad. Es bildet zusammen mit den Stadtbezirken Stari Grad und Vračar das Stadtzentrum der Millionenstadt mit 39.122 Einwohnern (2011).
Zu den Gebäuden zählen das Militärkrankenhaus in Vračar sowie das Vučina kuća na Savi.

## Geschichte und Namen
Während Savski Venac und Stari Grad oft als die ältesten Stadtbezirke Belgrads bezeichnet werden, weil sie die ältesten Teile des städtischen Belgrads außerhalb der Mauern der Kalemegdan-Festung einschließen, sind sie in Wirklichkeit die jüngst geschaffenen Stadtbezirke Belgrads. Beide entstanden 1957 durch den Zusammenschluss älterer, kleinerer Stadtbezirke; Savski Venac entstand durch den Zusammenschluss der Stadtbezirke von Zapadni Vračar (seinem wichtigsten Vorgänger) und Topčidersko Brdo, für den ein neuer, geographischer Name, Savski Venac, geprägt wurde.